# Estafa

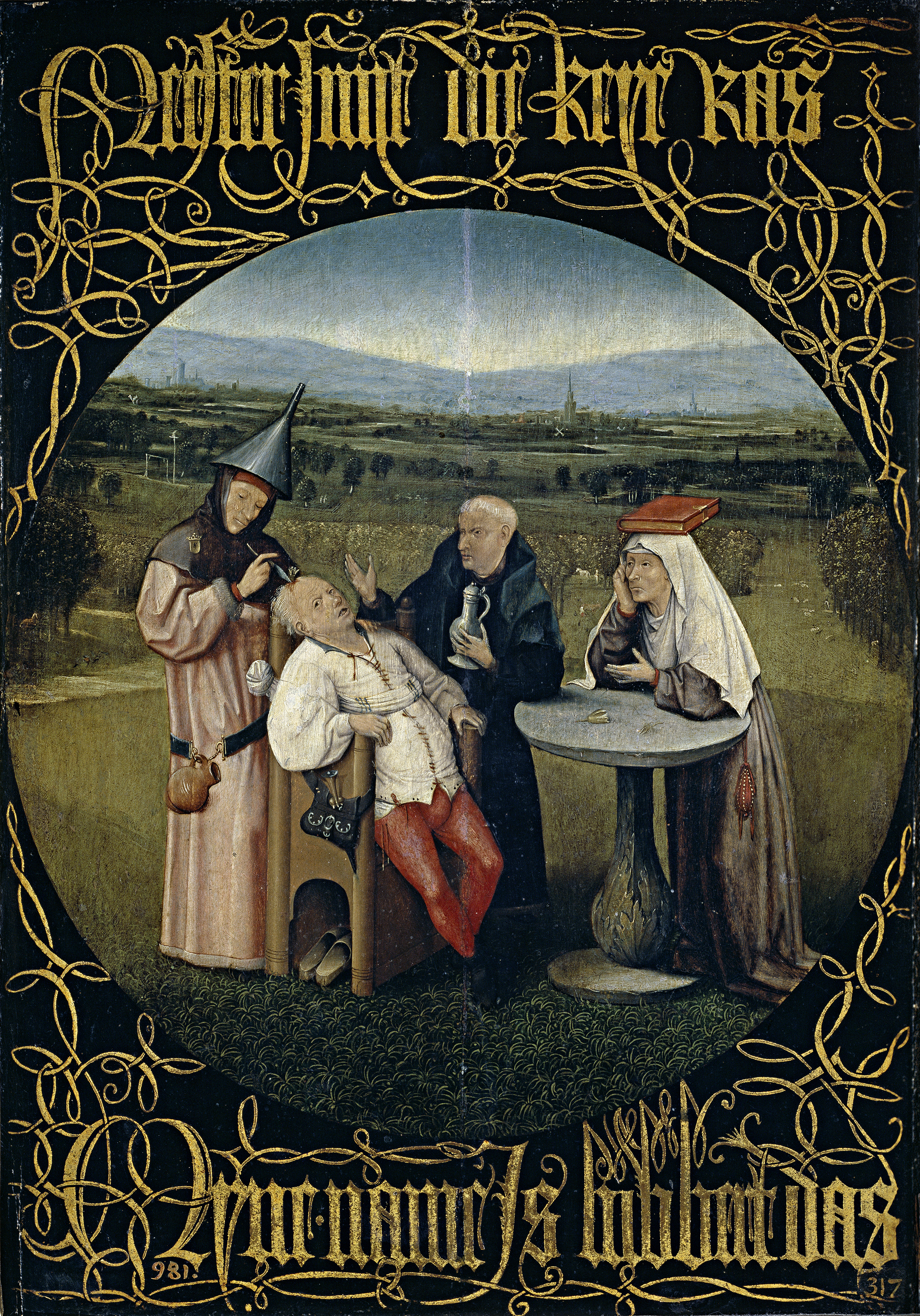
Extracción de la piedra de la locura, de El Bosco (Madrid, Museo del Prado). La obra muestra una operación quirúrgica en la que un falso doctor, que en vez de un birrete lleva un embudo en la cabeza (símbolo de la estupidez), extrae la piedra de la locura de la cabeza de un individuo mayor y grueso que mira al espectador, aunque en realidad lo que está extrayendo es una flor, un tulipán. Su bolsa de dinero es atravesada por un puñal, símbolo de su estafa.

La estafa es un tipo de robo o crimen contra la propiedad o el patrimonio. En ocasiones se asimila al fraude, el timo y el engaño (dolo), pero aunque estén relacionados no se trata de lo mismo ya que estos últimos suelen formar parte del entramado de la estafa. De acuerdo a lo establecido en términos generales por los diferentes tipos de legislaciones, el delito de estafa es descrito como un acto de daño o perjuicio sobre la propiedad o el patrimonio de otra persona. Por lo general, los delitos de estafa son considerados de menor gravedad que otros (tales como el homicidio, asalto a mano armada o el abuso sexual), pero la variedad de tipos de estafa hace que sea posible realizar tal nivel de daño a otros que las penas sean extremadamente altas para el criminal.

## Tipo penal de la estafa
El núcleo del tipo penal de estafa consiste en el arte del engaño. El sujeto activo del delito se hace entregar un bien patrimonial, por medio del engaño; es decir, haciendo creer la existencia de algo que en realidad que no es real. Por ejemplo: se solicita la entrega de un anticipo de 500 euros como entrada para la adquisición de una vivienda en un conjunto residencial, inmueble que nunca existió.
El bien jurídico protegido es el patrimonio o propiedad. Modernamente se considera que el término más apropiado es el de patrimonio, que consiste en una universidad de derecho (universitas iuris), que se constituye por activos y pasivos. En términos generales, cuando como consecuencia de un engaño se produce la disminución del patrimonio por la aparición súbita de un pasivo en desmedro del activo, se ha lesionado el bien jurídico por medio de una estafa.
Existen diferentes modalidades, ya que se entiende que el engaño se puede producir tanto de un modo activo (lo más frecuente) como de un modo pasivo. El problema principal para entender que un engaño de un modo pasivo es calificativo de estafa, es que el engaño debe ser bastante como para producir un acto de disposición. Una actuación pasiva (no informar, o no contar algo) es difícil que provoque un engaño de tal magnitud.
En el derecho español se diferencia entre las estafas constitutivas de delito y las que constituyen falta, estando la nota diferencial en el valor de lo estafado. Para entender todo esto, hace falta un entendimiento de la diferencia entre delito y falta, que se encuentra en el hecho de que:
- Las faltas solo se castigan cuando son consumadas, esto  se ha realizado el resultado lesivo, ahora bien esta regla no es absoluta, puesto que las faltas contras las personas y contra el patrimonio se castigan, también, cuando son intentadas. Las faltas son juzgadas por el juez de instrucción y los delitos por el juez de lo penal.
- La reincidencia solo cuenta en los delitos, no las faltas. Como regla la diferencia básica está en la gravedad de la conducta: más grave delito menos grave falta.

## Fraude
- Fraude, como un injusto consiste, que una persona aprovechándose del error o mediante engaños obtenga de otra un beneficio, se haga de una cosa o un lucro.
- Fraude bancario es el uso de medios fraudulentos para obtener, dinero, bienes u otras propiedades poseídas o en poder de una institución financiera.
- Fraude electrónico define a los intentos de estafa a través de un correo electrónico fraudulento (o páginas web fraudulentas). Se solicitan datos y claves bancarias para acceder y realizar transferencias o cobros indebidos. Se suele suplantar a autoridades.[1] También es conocido como phishing.
- Fraude telefónico es el uso de medios telefónicos para realizar un fraude. En ocasiones es la propia llamada de alta facturación la que es en sí misma un fraude. La mayoría de las ocasiones los fraudes telefónicos son de carácter económico, contratos de viva voz sin conocer realmente las condiciones, solicitud de claves y datos bancarios, cambios en suministratos ante ofertas desmesuradas, ofertas con buena apariencia que luego son un timo o no resulta muy difícil cancelar la solicitud o contrato.[2][3] Cuando la víctima intenta contactar al estafador, el mismo le bloquea el contacto, cambia su número de contacto o daña la línea a propósito para evitar que le reclamen.

- Fraude procesal (Derecho procesal)

## Tipos agravados de estafas
- Cuando se trate de cosas de primera necesidad(bienes patrimoniales propios del agente pasivo).
- Simulaciones de pleitos.
- Se realice mediante cheques o pagarés.
- Usando una firma ajena.
- Patrimonio artístico, histórico, cultural o científico.
- Especial gravedad.
- Abuso de relaciones.
- Fraude testimonial (mentir penado con el delito de perjurio) en un proceso civil y penal.
- Fraude procesal.

## Legislación por país

### Estafa en Perú
El Código Penal peruano regula el delito de estafa en el artículo 196: «El que procura para sí o para otro un provecho ilícito en perjuicio de tercero, induciendo o manteniendo en error al agraviado mediante engaño, astucia, ardid u otra forma fraudulenta, será reprimido con pena privativa de libertad no menor de uno ni mayor de seis años».
En el artículo 197 de la misma legislación se establecen los supuestos típicos de estafa. La defraudación será reprimida con pena privativa de libertad no menor de uno ni mayor de cuatro años y con sesenta a ciento veinte días-multa cuando:
- Se realiza con simulación de juicio o empleo de otro fraude procesal.
- Se abusa de firma en blanco, extendiendo algún documento en perjuicio del firmante o de tercero.
- Si el comisionista o cualquier otro mandatario, altera en sus cuentas los precios o condiciones de los contratos suponiendo gastos exagerando los que hubiera hecho.
- Se vende o grava, como bienes libres, los que son litigiosos o están embargados o gravados y cuando se vende, grava o arrienda como propios los bienes ajenos.

#### Jurisprudencia de la estafa en Perú
- Que de acuerdo a lo señalado en el artículo 196° del Código Penal, la conducta típica del delito de estafa consiste en que el agente, en su provecho o de un tercero, mediante engaño, astucia, ardid u otra forma fraudulenta, induce o mantiene en error a la víctima, para conseguir que el propio agraviado le traslade a su esfera de dominio, su propio patrimonio, esto es, el medio para cometer el presente delito es el engaño, el cual produce que la víctima caiga en error.[4]
- El delito de estafa se configura cuando el agente haciendo uso del engaño, astuacia, ardid u otra fraudulencia induce o mantiene en error al sujeto pasivo con la finalidad de hacer que este en su perjuicio se desprenda de su patrimonio o parte de él y le entregue voluntariamente a aquel en su directo beneficio indebido o de un tercero; delito que llega a consumarse en el mismo momento que el agente obtiene el provecho económico indebido.[5]
- Los elementos constitutivos de la estafa son: el engaño, la ausencia, el ardid y otra forma fraudulenta al inducir a error a la víctima de modo que menoscabe su patrimonio en beneficio del infractor.[6]

### Estafa en México
En México los fraudes previstos y sancionados por su legislación penal constituyen, específicamente, delitos autónomos y para solucionar los viejos conflictos de clasificación, varió radicalmente el sistema de exposición reglamentaria del delito, y actualmente no existe distinción entre el fraude genérico y los especificados; todos ellos están enumerados diferenciada y autónomamente, teniendo cada uno de los tipos legales de fraude, como constitutivos.

### Estafa en Colombia
En Colombia la estafa está consagrado en el artículo 246 del Código Penal. Consiste en obtener un provecho económico mediante un artificio o engaño. La pena es de prisión y está entre los 2 y los 12 años dependiendo de la cuantía y si el engaño se realiza en relación con la vivienda de las personas, los vehículos o bienes del Estado. 
La Corte Suprema de Justicia de Colombia, ha precisado los elementos de la estafa de la siguiente manera: 
- La utilización de un artificio o engaño;
- Que ese engaño de lugar al error del estafado;
- Que quien realiza el artificio o engaño obtenga un provecho económico;
- Una relación temporal y causal entre todo lo anterior.